# Sorokine
Sorokine (en ucraïnès: Сорокине i en rus: Сорокино, Soròkino, Краснодон, Krasnodòn) és una ciutat minera del sud-est d'Ucraïna, en l'óblast de Luhansk, situada actualment a zona autoproclamada República Popular de Luhansk de la Rússia. Es troba a 43 quilòmetres al sud-est de Luhansk. La seva població és de 44.840 habitants (2011).

## Història
Sorokine va ser fundada el 1912 a la vora del riu Velika Kámianka, un afluent del riu Donets, amb el nom de Soròkino. La ciutat es va convertir ràpidament en un dels principals centres de la indústria carbonífera de la regió del Donbàs. La ciutat va ser redenominada com a Krasnodòn el 28 d'octubre de 1938 en una decisió del President del Soviet Suprem de l'URSS
Durant la II Guerra mundial, Sorokine va ser ocupada per l'Alemanya Nazi des de 20 de juliol de 1942 fins a gener de 1943. Durant aquest període, entre octubre de 1942 i gener de 1943 l'organització Jove Guàrdia de Komsomol va portar la lluita antifeixista. Alguns monuments i un memorial recorden la lluita i sacrifici de la Jove Guàrdia de Krasnodòn.

## Economia
L'empresa estatal Krasnodonvuhíl·lia (en ucraïnès Краснодонвугілля, carbó de Krasnodon) ocupa la quarta posició per la seva producció de carbó a Ucraïna, amb 5,12 milions de tones el 2001.

## Població
| 1989   | 2001   | 2006   | 2011   |
| ------ | ------ | ------ | ------ |
| 52.885 | 50.560 | 47.237 | 44.840 |

Segons el cens de 2001, la llengua materna de la població és el rus pel 90,75% de la població, pel 8,46% l'ucraïnès i pel 0,17% el romaní.